# 2024年5月逝世人物列表
2024年逝世人物列表：1月 - 2月 - 3月 - 4月 - 5月 - 6月 - 7月 - 8月 - 9月 - 10月 - 11月 - 12月
2024年5月逝世人物列表，是用于汇总2024年5月期间逝世人物的列表。

## 依日期排序

### 31日
- 羅伯特·皮克頓（英語：Robert Pickton），74歲，加拿大連環殺手。在監獄內被人襲擊傷重身亡[1]
- 本橋由香（日语：本橋由香），46歲，日本女演員，代表作《激走戰隊車連者》。癌症。[2]
- 瑪莉安·羅賓遜（英语：Marian Robinson），86歲，美國前第一夫人米歇爾·歐巴馬母親。[3]

### 30日
- 杨贵谊，93歲，马新马来语文专家、字词典编撰者。2019冠狀病毒病。[4]
- 凱文·愛德華·菲利克斯（英語：Kelvin Edward Felix），91歲，聖盧西亞籍天主教神父，職級司鐸級樞機及卡斯特里總教區榮休總主教。[5]
- 鴫野彰（日語：鴫野 彰），70歲，日本動畫導演。膽管癌。[6]
- 卡爾·特羅基（英語：Carl A. Trocki），84歲，澳大利亞美裔歷史學者。[7]

### 29日
- 雷驤，85歲，台灣作家、畫家、影像工作者，音樂人雷光夏生父。[8]
- 林依平，86歲，新加坡政治人物，工人党资深党员。癌症。[9]

### 28日
- 魏明倫，82歲，中國劇作家、雜文家、辭賦家。[10]
- 亞歷山大·弗拉德連諾維奇·馬丁年科（烏克蘭語：Олександр Владленович Мартиненко），63歲，烏克蘭記者、總統新聞秘書、總統辦公室副主任（1998—2002年）。[11]
- 馬中騏，84歲，中國物理學家。[12]
- 周商吾，89歲，同济大学教授。[13]

### 27日
- 比尔·沃顿（英語：Bill Walton），71歲，前美國NBA聯盟的職業籃球運動員及電視評論員，場上位置為中鋒。[14]
- 我現在就來（日语：今いくよ・くるよ），本名酒井末子，76歲，日本女性漫才搞笑藝人，胰臟癌。[15]
- 斯特凡·比尔陶隆（匈牙利語：Ștefan Birtalan），75歲，羅馬尼亞手球運動員。[16]
- 曹福昌，93歲，新加坡市区重建局创建人、建屋发展局首任建筑规划师[17]。

### 26日
- 山下健二，86歲，日本歌手。[18]

### 25日
- 拿督伍寶蝶，81歲，馬來西亞新聞工作者，《星报》總編輯（1993—2003）[19]。
- 理查德·謝爾曼（英语：Richard_M._Sherman），95歲，美國音樂家，以製作迪士尼音樂而聞名[20]。
- 顏國樑，71歲，香港資深影視男演員。代表作是《香港八一至香港八六》系列飾演地產經紀「陳積」。鱗狀細胞癌導致肺炎。[21]
- 鄭康明，101歲，香港商人，粵海集團前董事長（1985—1992）、香港達德學院校友。[22]
- 曾秀保，65歲，台灣國宴名廚，曾任職亞都麗緻天香樓行政主廚。[23]
- 葛瑞森·穆瑞（英语：Grayson Murray），30歲，美國男子職業高爾夫選手[24]。
- 約翰尼·沃克托（英语：Johnny Wactor），37歲，美國男演員。遭槍擊身亡。[25]

### 24日
- 诺占比里·拉迪夫，55歲，馬來西亞政治人物，檳城州議員[26]。
- 邱蔚六，91歲，中國口腔頜面外科學專家，中國工程院院士。[27]

### 23日
- 高如琴，90歲，中國人，南京大屠杀幸存者[28]。
- 摩根·斯珀洛克（英語：Morgan Spurlock），53歲，美國獨立製片導演和電影劇本作家，代表作《不瘦降之謎》。[29]

### 22日
- 申庚林，88歲，南韓文學家、詩人[30]。
- 吳桐潭，74歲，台灣黑道人物，「天道盟太陽會」創始人。[31]
- 戴维·威尔基（英語：David Wilkie），70歲，英國游泳運動員。[32]
- 束景南，79歲，中國學者，浙江大學古籍研究所教授。[33]
- 金慶煥，89歲，中國海洋地質、油氣地質學家。[34]
- 真島茂樹，77歲，日本編舞家。虚血性心不全。[35]
- 惠柳新（英語：Brian Wilson），99歲，英國殖民地政務官，香港市政事務署署長（1975年—1983年）、運輸署署長（1974年）、交通事務處處長（1971年—1974年）。[36]

### 21日
- 林洸耀（Benjamin Kang Lim），65歲，菲律賓記者，路透社北京分社前社长、资深驻华记者。急性胰腺炎。[37]
- 楊·卡茲馬瑞（波蘭語：Jan Andrzej Paweł Kaczmarek），71歲，波蘭音樂家、電影配樂作曲家，2005年奥斯卡金像奖最佳電影配樂得主[38]。
- 練知軒，79歲，中國政治人物。福州市原市长、福州市人大常委会原主任。[39]
- 趙雅麗，72歲，台灣作家，華視、公視前董事長，胰臟癌。[40]。
- 楊玲玉，70歲，台灣演員阮經天母親。[41]。

### 20日
- 许刚，61歲，中國商人，龙佰集团公司控股股东、实际控制人、名誉董事长。[42]
- 卡爾-軒斯·舒萊寧加（德語：Karl-Heinz Schnellinger），85歲，德國前足球運動員。[43]
- 伊凡·博斯基（英語：Ivan Frederick Boesky），87歲，美國證券交易員、金融家，1980年代因內線交易案判處徒刑及高額罰款[44]。
- 尚-克勞德·高丹（法語：Jean-Claude Gaudin），84歲，法國政治人物，曾任法國參議院副議長、馬賽市長[45]。
- 增山江威子（日語：増山 江威子），89歲，日本演員、聲優，代表作《魯邦三世》峰不二子。[46]肺炎。[47]
- 毕丽娜，92歲，美籍台湾男演员费翔的母亲。[48]

### 19日
- 2024年瓦尔扎甘直升机坠毁事故遇难者：[49]
  - 易卜拉欣·莱希（波斯語：ابراهیم رئیس‌الساداتی），63岁，伊朗政治人物，總統；
  - 侯赛因·阿米尔-阿卜杜拉希扬（波斯語：حسین امیرعبداللهیان），60岁，伊朗政治人物，外交部长；
  - 穆罕默德-阿里·阿勒哈希姆（波斯語：محمدعلی آل‌هاشم），61岁，伊朗政治人物，東亞塞拜然省伊朗最高领袖代表；
  - 马利克·拉赫马提（波斯語：مالک رحمتی），42岁，伊朗政治人物，東亞塞拜然省省长。
- 克里斯蒂安·瑪蘭加（英语：Christian Malanga），41岁，剛果民主共和國政治人物，反對黨統一剛果黨（英语：United Congolese Party）主席。發動政变未遂而死。[50]
- 曾沛，原名曾玉英。78歲，馬來西亞作家、政治人物，馬來西亞華人公會婦女組前總秘書。 [51][52]
- 牟玲生，93歲，中國政治人物，曾任中共陝西省委常委、秘書長、副書記，陝西省人大常委會副主任，中國宋慶齡基金會顧問。[53]
- 馬修·特里克特（Matthew Trickett），37歲，前英國軍人、英國內政部移民署執法官員、香港駐倫敦經貿辦間諜案涉案人士，死因不明（遺體發現日）[54]。

### 18日
- 廖駿雄，63歲，香港資深影視男演員，無綫電視前藝員。胃癌。[55]
- 吳國精，75歲，台灣企業家，台灣光罩首席执行官。膽管癌。[56]
- 雅爾·戴揚（英语：Yael Dayan），85歲，以色列政治人物，曾任以色列國會議員、台拉维夫市議會主席，前以色列國防軍參謀總長、國防部長、外交部長摩西·达扬的女兒[57]。
- 伊万·姆拉兹，82歲，斯洛伐克足球員。[58]
- 哈里森·怀特（英語：Harrison Colyar White），94歲，美國哥伦比亚大学社会学系教授。[59]

### 17日
- 巴德·安德森（英語：Bud Anderson），102歲，美國空軍軍人，最後一位生存的二戰三重王牌飛行員。[60]
- 馬克·韋爾斯（英語：Mark Ronald Wells），66歲，美国男子冰球运动员，1980年冬季奥林匹克运动会冰球国家队選手，最後獲得金牌，當年「冰上奇蹟」（Miracle on Ice）成員第三位離世者[61]。
- 梅津秀行（日語：梅津 秀行），68歲，日本聲優、演員。[62]
- 貝蒂·納什 (英語：Bette Burke-Nash)，88歲，美國女性空中服務員，效力東方航空（今美國航空），吉尼斯世界紀錄服務時間最長空中服務員。乳癌。[63]
- 彼得·班尼特，56歲，美國動畫美術導演，《海绵宝宝》动画配音演员。[64]
- 饒俊，55歲，中國商人，恒立體育董事長，跳樓自殺。[65]

### 16日
- 達布尼·柯曼（英語：Dabney Coleman），92歲，美國演員。[66]
- 鄭學勤（Tay Xue Qin Kenneth），30歲，新加坡軍人，於西海岸海事消防局任職的民防部隊消防員，階級消防隊長及上尉，在西南部水域執行救火任務中殉職。[67]
- 傑伊·羅賓遜（Jaye Robinson），61歲，加拿大政治人物，多倫多市議會議員。乳腺癌。[68]
- 木田太良（日語：木田 太良，藝名：キダ・タロー），93歲，日本作曲家。[69]
- 中尾彬（日語：中尾 彬），81歲，日本男演員。[70]

### 15日
- 陳君天，84歲，台灣資深電視製作人，於第57屆金鐘獎獲得特別貢獻獎。[71]
- 陳德基，89歲，三峡工程地质总负责人、中國著名工程地质学家。[72]
- 庞天仪，98歲，中國政治人物，曾任原兵器工业部副部长[73]

### 14日
- 蓬·涅蒂波恩，28岁，泰国反君主制和反政府政治活动家，死于狱中绝食[74][75]。
- 羅崇創，年龄不详，中華人民共和國死刑犯，於2019至2021年利用小學教師身分與便利，以誘騙等手段多次姦淫幼女學生4人，並長期、多次猥褻幼女學生25人。被海南省第一中級人民法院以強姦罪、猥褻兒童罪數罪執行注射死刑。[76]

### 13日
- 艾丽斯·芒罗（英語：Alice Ann Munro），92歲，加拿大短篇小說作家，诺贝尔文学奖得主[77]。
- 賽瑞爾·韋契特（英語：Cyril Harrison Wecht），93歲，美國法醫病理學家[78]。
- 戴立信，99岁，中国科学院院士，中国有机化学家，中国科学院上海有机化学研究所研究员[79]。
- 马成，年龄不详，中華人民共和國死刑犯，青海省“8·07”日月山埋尸案罪犯，原黑社会组织头目，被青海省海南州中級人民法院执行注射死刑[80]。

### 12日
- 石维坚，89岁，国家一级演员，原中国青年艺术剧院院长。[81]
- 大衛·山朋（英語：David Sanborn），78歲，美國中音薩克斯風手。[82]
- 庄兴隆，97岁，新加坡武术家，少林武术团体“少雄山、少竹山、少华山”发起人。[83]
- 張佑才，83歲，中國政治人物。曾任财政部副部长、党组成员。[84]

### 11日
- 董怡，92歲，中國醫生，北京协和医院原风湿免疫科主任。[85]
- 杜洁，93歲，中國工程師，原哈尔滨船舶工程学院总务长。[86]
- 丁芒，99歲，中國當代詩人、散文家和書法家。畢業於華中建設大學。[87]
- 小约翰·A·威克姆（英語：John Adams Wickham Jr.），95歲，美國軍事人物，曾任陆军参谋长、驻韩美军司令[88]。
- 瑪麗·威爾斯·勞倫斯（英語：Mary Georgene Wells Lawrence），95歲，美國女性企業家、廣告界人士，1968年成為紐約證券交易所上市公司第一名女性CEO[89]。

### 10日
- 姆当达加，69歲，馬來西亞政治人物、律師、商人，馬來西亞上議院主席。[90]
- 詹姆斯·西蒙斯（英語：Jim Simons），86歲，美國數學家、投資家、慈善家。[91]
- 高鸿宾，71歲，中國政治人物，曾任原农业部党组成员、副部长，中国奶业协会名誉会长、战略发展工作委员会名誉主任。[92]
- 布魯斯·麥卡比，82歲，美國物理學家。[93]

### 9日
- 白以龍，83歲，中國力學家，中國科學院院士，主要從事爆炸力學、固體力學和非線性力學的研究。[94]
- 托伊妮·珀於斯蒂（芬蘭語：Toini Pöysti），90歲，芬蘭女子越野滑雪運動員。[95]
- 罗杰·科尔曼（英語：Roger Corman），98歲，美国独立电影制片人、导演和演员，2010年第82屆奥斯卡金像獎終身成就奖得主[96]。
- 丹尼斯·湯普森（英语：Dennis Thompson (drummer)），75歲，美國搖滾鼓手，搖滾樂團MC5（英语：MC5）的最後在世成員。[97]
- 田宗琦，41歲，中華人民共和國主持人、體育解說員。[98]
- 黄诗日，32岁，中華人民共和國死刑犯，因琐事杀死1人，致1人重伤，以故意杀人罪在广西贺州被执行注射死刑。[99]

### 8日
- 汪耕，96歲，中國電機及發電機工程師，中国科学院院士。[100]
- 拉蒙·冯赛卡·莫拉（西班牙語：Ramón Fonseca Mora），71歲，巴拿馬小說家，律師及政治人物，「巴拿馬文件」醜聞核心的莫薩克馮賽卡法律事務所合夥人之一。[101]
- 克里斯·加農（英語：Chris Cannon），73歲，美國政治人物。共和黨籍前猶他州聯邦眾議員。[102]

### 7日
- 金己男，94歲，朝鮮政治人物，朝鮮勞動黨中央委員會宣傳鼓動部前部長。[103]
- 史帝夫·阿爾比尼（英語：Steven Frank Albini），61歲，美國電子音樂家、錄音工程師[104]。

### 6日
- 祝尔纯，99歲，中國工業教師，上海应用技术大学离休干部。[105]
- 茱蒂·德夫林（英語：Judy Devlin），88歲，美國裔英格蘭羽球運動員。[106]
- 伊恩·盖尔德（英語：Ian Gelder），74歲，英國演員，代表作為《火炬木小子：地球之子（英语：Torchwood: Children of Earth）》和《冰與火之歌：權力遊戲》。[107]
- 京极高晴（日語：京極 高晴），86歲，日本神道教祭司，第10代靖國神社宮司。[108]

### 5日
- 伯納·希爾（英語：Bernand Hill），79歲，英國演員。代表作是在《鐵達尼號》中飾演船長愛德華·約翰·史密斯和《指环王》中的洛汗國王希優頓。[109]
- 塞薩爾·路易斯·梅諾蒂（西班牙語：César Luis Menotti），85歲，阿根廷足球員。[110]
- 吴华，95歲，中國政治人物，中共党员、原廣東省汕头市侨务办公室副主任。[111]

### 4日
- 弗兰克·施龙兹（英語：Frank Shrontz），92歲，美國企業人物，波音公司總裁、董事長、首席執行官。[112]
- 弗兰克·斯特拉（英語：Frank Stella），87歲，美國畫家、版畫家、雕塑家。[113]
- 唐十郎（日語：唐 十郎），本名大靏義英（日語：大靏 義英），84歲，日本劇作家、劇場導演、演員、戲劇學者；2021年獲日本政府表揚「文化功勞者」，急性硬膜下血腫[114]。
- 韓禎祥，94歲，中國電機工程學家、電力系統專家、教育家。中國科學院院士，浙江大學前校長。[115]

### 3日
- 愛知和男（日語：愛知 和男），86歲，日本政治人物，前眾議院議員。[116]
- 豪迈尔·拉斯洛（匈牙利語：Hammerl László），82歲，匈牙利射擊運動員。[117]

### 2日
- 紹克耶·戴克斯特拉（荷蘭語：Sjoukje Dijkstra），82歲，荷蘭花式滑冰運動員。[118]
- 徐樂義，97歲，中國政治人物，曾任中共安徽省委副書記，安徽省政協副主席，第八、九屆全國政協委員。[119]
- 达柳斯·莫里斯（英語：Darius Aaron Morris），33岁，美国篮球运动员。[120]（遗体发现日期）

### 1日
- 理查德·坦迪（英語：Richard Tandy），76歲，英國音樂家。[121]
- 陳俊武，97歲，中國煉油工程專家，中國科學院院士。[122]
- 奧島孝康（日語：奥島 孝康），85歲，日本法學家、教育家、童軍與棒球運動提倡者，曾任早稻田大學校長、日本童軍總會會長、日本高等學校棒球聯盟理事長[123]。